# Iraíon (ort i Grekland, Peloponnesos)
Iraíon (Iraio) är en ort i Grekland.   Den ligger i prefekturen Nomós Argolídos och regionen Peloponnesos, i den södra delen av landet, 90 km väster om huvudstaden Aten. Iraíon ligger 34 meter över havet och antalet invånare är 130.
Terrängen runt Iraíon är kuperad åt nordost, men åt sydväst är den platt. Runt Iraíon är det tätbefolkat, med 257 invånare per kvadratkilometer. Närmaste större samhälle är Argos, 5,0 km väster om Iraíon. Trakten runt Iraíon består till största delen av jordbruksmark.